# Wendlandia salicifolia
Wendlandia salicifolia är en måreväxtart som beskrevs av Adrien René Franchet. Wendlandia salicifolia ingår i släktet Wendlandia och familjen måreväxter. Inga underarter finns listade i Catalogue of Life.